# Władimir Maleńkich
Władimir Jewgienjewicz Maleńkich, ros. Владимир Евгеньевич Маленьких (ur. 1 października 1980 w Togliatti) – rosyjski hokeista, reprezentant Rosji, trener.

## Kariera zawodnicza
- Łada Togliatti (1998-2005)
- Mietałłurg Magnitogorsk (2005-2011)
- Torpedo Niżny Nowogród (2011-2013)
- Mietałłurg Magnitogorsk (2013-2015)
- Łady Togliatti (2015-2018)

Wychowanek Łady Togliatti. Od maja 2011 do czerwca 2013 zawodnik Torpedo Niżny Nowogród. Od lipca 2013 ponownia zawodnik Mietałłurga Magnitogorsk, związany dwuletnią umową. Od maja 2015 ponownie zawodnik macierzystej Łady.

## Kariera trenerska
- Ładja Togliatti (2018-2019), asystent trenera
- Ładja Togliatti (2019-2020), główny trener
- Łada Togliatti (2020-2021), asystent trenera

Od 2018 był asystentem trenera w juniorskiej drużynie Ładja Togliatti, następnie od grudnia 2019 był głównym trenerem tejże do stycznia 2020, gdy został asystentem pierwszego trenera seniorskiego zespołu Łady. Po sezonie 2020/2021 odszedł z klubu.

## Sukcesy
Klubowe
- Złoty medal mistrzostw Rosji: 2007, 2014 z Mietałłurgiem Magnitogorsk
- Srebrny medal mistrzostw Rosji: 2005 z Ładą Togliatti
- Brązowy medal mistrzostw Rosji: 2003, 2004 z Ładą Togliatti, 2006, 2008, 2009 z Mietałłurgiem Magnitogorsk
- Puchar Spenglera: 2005 z Mietałłurgiem Magnitogorsk
- Puchar Mistrzów: 2008 z Mietałłurgiem Magnitogorsk
- Puchar Gagarina – mistrzostwo KHL: 2014 z Mietałłurgiem Magnitogorsk

Indywidualne
- KHL (2008/2009): trzecie miejsce w klasyfikacji strzelców wśród obrońców w fazie play-off: 3 gole